# Aleksandr Abrosimov
Aleksandr Vladimirovič Abrosimov (in russo Александр Владимирович Абросимов?; Novokujbyševsk, 25 agosto 1983) è un pallavolista russo.
Gioca nel ruolo di centrale nella Volejbol'nyj klub Lokomotiv Novosibirsk.

## Carriera
La carriera di Aleksandr Abrosimov inizia nella stagione 1999-00, quando debutta nella Superliga russa con la maglia dell'Volejbol'nyj Klub Oktan di Novokujbyševsk: col club della sua città natale, rinominato poi nel 2003 Volejbol'nyj klub NOVA, gioca per sei annate, finendo per retrocedere due volte dalla massima serie alla Vysšaja Liga A, ottenendo però due immediate promozioni in massima serie; nel 2001 gioca per la nazionale pre-juniores russa, vincendo la medaglia d'oro al campionato europeo e quella di bronzo al campionato mondiale.
Nella stagione 2005-06 approda alla Volejbol'nyj klub Lokomotiv-Belogor'e di Belgorod, dove rimane per tre annate, vincendo il primo trofeo della sua carriera, la Coppa di Russia 2005 ed entrando a far parte della nazionale maggiore russa, con la quale debutta nel 2006, vincendo la medaglia di bronzo alla World League.
Nel campionato 2008-09 viene ingaggiato dal Volejbol'nyj klub Zenit-Kazan', club nel quale resta per annate, vincendo altrettanti scudetti, una Coppa di Russia e due edizioni consecutive della Supercoppa russa; nel 2011, inoltre, fa parte della selezione russa universitaria vincitrice della medaglia d'oro alla XXVI Universiade.
Dopo aver giocato nel campionato 2011-12 al Volejbol'nyj klub Fakel di Novyj Urengoj, ritorna al club di Kazan' nel campionato seguente, restandovi per due stagioni e vincendo il quarto scudetto della sua carriera. Nella stagione 2014-15 approda alla Volejbol'nyj klub Lokomotiv Novosibirsk.

## Palmarès
- Campionato russo: 4

2008-09, 2009-10, 2010-11, 2013-14
- Coppa di Russia: 2

2005, 2009
- Supercoppa russa: 2

2010, 2012

### Nazionale (competizioni minori)
- Campionato europeo pre-juniores 2001
- Campionato mondiale pre-juniores 2001
- Universiade 2011

### Premi individuali
- 2011 - Champions League: Miglior muro